# Жанааул (Омская область)
Жанааул (каз. Жаңа ауыл — новое село) — аул в Москаленском районе Омской области России. Входит в состав Новоцарицынского сельского поселения.Население 280 чел. (2010), из них казахи — 98 % (2002) .

## История
Основан в 1846 г. В 1928 г. аул Новый состоял из 23 хозяйств, основное население — казахи. Центр аульного сельсовета № 1 Москаленского района Омского округа Сибирского края.
В соответствии с Законом Омской области от 30 июля 2004 года № 548-ОЗ «О границах и статусе муниципальных образований Омской области» аул вошёл в состав образованного муниципального образования «Новоцарицынское сельское поселение».

## География
Жанааул находится на юге Западной Сибири, в пределах Ишимской равнины, относящейся к Западно-Сибирской равнине.

## Население
| 2010 |
| ---- |
| 280  |

Гендерный состав
По данным Всероссийской переписи населения 2010 года в гендерной структуре населения из 280 человек мужчин — 148, женщин — 132	(52,9 и 47,1 % соответственно)
Национальный состав
Согласно результатам переписи 2002 года, в национальной структуре населения казахи составляли 98 % от общей численности населения в 329 чел..

## Инфраструктура
Животноводство.

## Транспорт
Просёлочные дороги.